# Paola Kaufmann
Paola Yanielli Kaufmann (née le 8 mars 1969 et décédée le 24 septembre 2006) est une écrivaine et biologiste argentine.

## Biographie
Paola Kaufmann est née le 8 mars 1969 à General Roca, province de Río Negro, Argentine et passe son enfance à Brinkmann, Province de Cordoba, perdant sa mère, à l'age de 5 ans, dans un accident.
En 1986, elle déménage à Buenos Aires et suit des études de biologie à l'université de Buenos Aires.

En 1993, elle obtient son doctorat en neurosciences puis fait, de 1999 à fin 2001, un post-doctorat au Collège Smith aux États-Unis dans l'état du Massachusetts et écrit son premier roman, The Sister.

Entre 2002 et 2003, elle réside à Albuquerque (Nouveau-Mexique).
En 2003, elle retourne à Buenos Aires, comme chercheuse scientifique au CONICET et à l'Université de Quilmes (es), tout en continuant à écrire de la fiction.
En 2005, elle publie son deuxième roman, El lago, qu'elle présente sous le pseudonyme d'Ana Mullin, au prix Planeta Argentina, qu'elle remporte. Un an plus tard, en 2006, elle publie son troisième livre d'histoires, Humor vitreo.
Elle décède d'une tumeur cérébrale, en septembre 2006, à l'âge de 37 ans.

## Publications
Outre ses activités de biologiste, Paola Kaufmann est une écrivaine argentine reconnue, récompensée du prix Casa de las Américas pour sa nouvelle La Hermana, nouvelle biographique sur Emily Dickinson. Elle est récompensée du célèbre prix Planeta et deux fois du prix du Fonds national des arts (en).

Paola Kaufmann a utilisé son nom de famille maternel pour signer ses œuvres littéraires et a utilisé son nom de famille paternel pour signer ses publications scientifiques.
Elle décède avant d'avoir pu finir son dernier ouvrage intitulé La ninfómana y el trepanador.
En 2012, la famille Kaufmann décide de publier un livre de contes inédits, intitulé El salto et l'écrivaine Silvia Renée Arias publie un livre hommage Paola Kaufmann Una vida iluminada.

### Romans
- 2003 : La hermana
- 2005 : El lago

### Histoires
- 1998 : La noche descalza
- 2002 : El campo de golf del diablo
- 2006 : Humor vítreo
- 2012 : El salto

## Prix et Récompenses
- 1998: Mention du Fonds national des arts (en) pour La noche descalza[5]
- 2002: Prix du Fonds national des arts (en) pour El campo de golf del diablo[5]
- 2003: Prix Casa de las Américas pour La hermana[5]
- 2005: Prix Planeta Argentina pour El lago[6]